# Lalande (Yonne)
 Lalande  es una comuna y población de Francia, en la región de Borgoña, departamento de Yonne, en el distrito de Auxerre y cantón de Toucy.
Su población en el censo de 1999 era de 93 habitantes.
Está integrada en la Communauté de communes du Toucycois .

## Demografía
| 179 | 132 | 97 | 106 | 107 | 93 |
| Para los censos de 1962 a 1999 la población legal corresponde a la población sin duplicidades (Fuente: INSEE [Consultar]) |     |    |     |     |    |